# Alfons Epple
Alfons Epple (* 16. Oktober 1899 in Fridingen an der Donau; † 4. Januar 1948 in Marquartstein) war Landschaftsmaler, Porträtist und Kirchenmaler.

## Leben
Nach Malerlehre und Kriegsdienst im Ersten Weltkrieg studierte Alfons Epple an der Kunstgewerbeschule Stuttgart bei Bernhard Pankok und ab 1923 an der Münchener Akademie bei Karl Caspar. 1927 heiratete er die Kunstmalerin Louise Woringer. Die Familie lebte die meiste Zeit in München, doch waren für Alfons Epple die Malaufenthalte im württembergischen Königseggwald von viel größerer Bedeutung als das Stadtleben. 1943 floh die Familie vor den Kriegsereignissen ins Chiemgau nach Piesenhausen. Dort starb Alfons Epple am 4. Januar 1948 an Herzversagen und wurde in Marquartstein begraben.

### Jugendjahre in Fridingen an der Donau und Tuttlingen
Alfons Epple wurde am 16. Oktober 1899 als Sohn von Eduard und Pauline Epple geboren. Er stammte aus einem bäuerlichen Elternhaus. Seinen Vater beschrieb er stets als naturverbunden und stark religiös – was auch zeit seines Lebens für den Sohn gelten sollte.
Obwohl sich Epple im bäuerlichen Fridingen und in der Gaststätte des Vaters, dem Löwen, wohlfühlte, wollte er studieren. Die Pläne seiner Mutter Pauline Epple sahen allerdings zunächst eine Anstreicherlehre für ihren Sohn vor. Für seine Lehrjahre zog er nach Tuttlingen. Mit dem Ersten Weltkrieg unterbrach er die Lehre und meldete sich freiwillig zum Kriegsdienst. Wichtiger scheint allerdings, dass er – trotz der nicht abgeschlossenen Malerlehre – als Beruf Maler und Zeichner angab, obwohl die Malerlehre keinerlei Kreativarbeit oder zeichnerische Arbeit abverlangte.
Im Laufe des Kriegs wurde er zum Pazifisten und verweigerte später im Zweiten Weltkrieg den Kriegsdienst.

### Stuttgarter Studienjahre
1919 studierte Epple an der Kunstgewerbeschule Stuttgart als Schüler bei Bernhard Pankok. Vermutlich erlernte Epple dort die Techniken zur Freskomalerei, deren Beherrschung ihm in späteren Jahren mehrere Aufträge zukommen ließ. Tatsächlich gehörten malerische Ausstattungen und Wandmalereien zumeist in Kirchen aber auch in Militärgebäuden später zur Haupteinnahmequelle des Künstlers. Die meisten dieser Arbeiten sind nicht mehr erhalten. Epples Hauptwerk, die Wandmalereien der Fridinger Dorfkirche von 1941, die 1971/72 überstrichen worden waren, wurden 2005, 2012 und 2013 wieder freigelegt und restauriert.

### Münchener Studienjahre
1922 wechselte Epple nach München und studierte an der Münchener Akademie, ab 1923 bei Karl Caspar, der als Erneuerer der religiösen Kunst galt und auf Seiten der Kirche ebenso viele Befürworter fand wie Kritiker. In ihm fand Epple seinen Mentor und das Interesse an christlichen Motiven sollte sich zu Epples ernsthaftestem Sujet entwickeln. In München lernte Epple seine spätere Frau, die junge Kunstmalerin Louise Woringer, kennen. Louise war gebürtige Engländerin, in Basel aufgewachsen, dann mit der Familie nach Zürich gezogen. Sie kam aus gutem Hause, Englisch, Deutsch und Französisch beherrschte sie fließend. Neben der Musik gehörte auch das Zeichnen zu ihren liebsten Aktivitäten. Das verband das ungleiche Paar: Epple war kleiner als sie und trug das rötliche Haar zum Schopf. Sein Kleidungsstil war bürgerlich, während Louise, stets elegant, selten ohne Hut und Handschuhe das Haus zu verlassen pflegte.
Am 21. April 1927 heirateten Alfons Epple und Louise Woringer in Zürich. Das junge Ehepaar zog in München in die Trogerstrasse 23.

### Malaufenthalte in Königseggwald
In München lernte Epple den kunstinteressierten Volkswirtschaftler Eduard Schaefer kennen, mit dem ihn ähnliche familiäre Verhältnisse verbanden. 1922 begleitete Epple Schaefers zum ersten Mal ins oberschwäbische Königseggwald. Bei seinen folgenden häufigen Reisen nach Königseggwald entstanden neben impressionistischen Freiluftstudien der bäuerlichen Landschaft auch Porträts der Familie Schaefer, der Mutter sowie Eduards Schwester Maria. 1926 unterbrach Epple das Studium in München, um mit seiner Frau längere Zeit in Königseggwald zu leben.

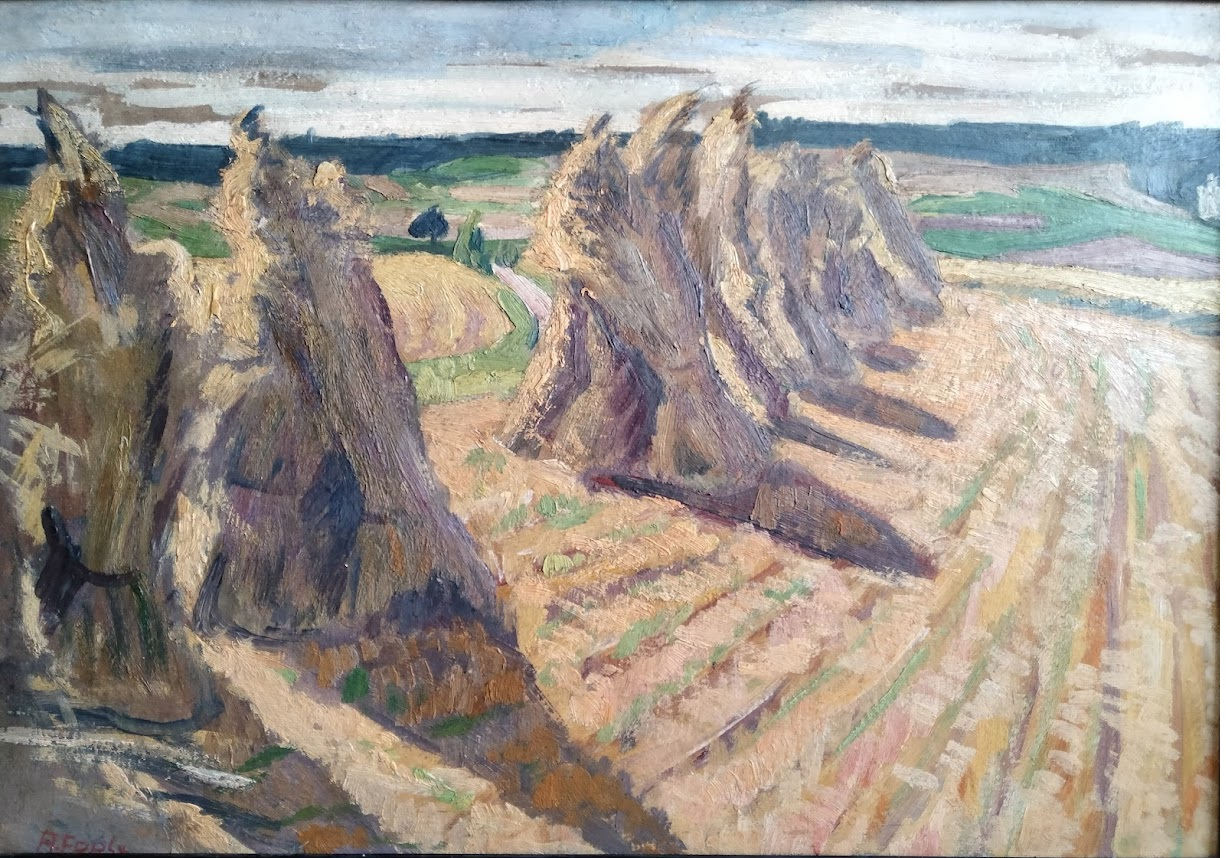
Ölgemälde: Kornfeld

### Künstlerdasein in München
Das 1926 unterbrochene Studium beendete er schließlich 1928. Aber bereits ab 1925 wurden Beteiligungen an Ausstellungen verzeichnet, 1926 und 1929 wurden Arbeiten Epples in der Galerie für Christliche Kunst am Wittelsbacherplatz ausgestellt. Mit dem Eintritt in die Münchener Kunstszene lernte Epple den Literaten Georg Schwarz kennen, der ihn 1928 in den „Rappenhof“ im schwäbischen Ethlingen einlud. Schwarz wurde zum Förderer Epples und versuchte, ihm Aufträge zu vermitteln, mit denen sich der Künstler zunächst über Wasser halten sollte, bis der Verkauf von Epples Gemälden ertragreich genug wäre, um von der Kunst zu leben. Es handelte sich allerdings weniger um Auftragsarbeiten im engeren Sinne. Schwarz vermittelte ihm Aufträge für Illustrationen und Publikationen. Versuche, Epples Zeichnungen und Lithografien an das politische Magazin „Simplicissimus“ zu verkaufen, scheiterten zwar, doch konnten einige Bild-Text-Kooperationen zwischen Epple und Schwarz an Verlage, Tageszeitungen und katholische Sonntagsblätter verkauft werden.

### Zweiter Weltkrieg
1937 präsentierte die Ausstellung „Entartete Kunst“, was fortan nicht mehr als Kunst akzeptiert werden würde. Bäuerliche, volkstümliche und religiöse Sujets entsprachen hingegen den Vorstellungen der Nationalsozialisten von einer „volksorientierten“ und den Nationalpatriotismus stärkenden Kunst.
Epple, der sich aufgrund seiner Herkunft und seinem Interesse an Natur, Heimatstätte und Frömmigkeit genau diesen Sujets seit Anbeginn seiner künstlerischen Tätigkeit bediente, drohte daher wenig Missgunst von Seiten der Nationalsozialisten. Er konnte seiner künstlerischen Tätigkeit während des gesamten Zweiten Weltkriegs nachgehen, im Gegensatz zu seinem ehemaligen Lehrer Karl Caspar. Obgleich der Vorliebe für religiöse Sujets wurde Caspar, der mittlerweile Führer der avantgardistischen Künstlergruppe „Münchener Neue Secession“ geworden war und sich um die Erneuerung religiöser Kunst bemühte, von den Nationalsozialisten als „entarte“ deklariert und verlor seinen Lehrstuhl an der Münchner Akademie.

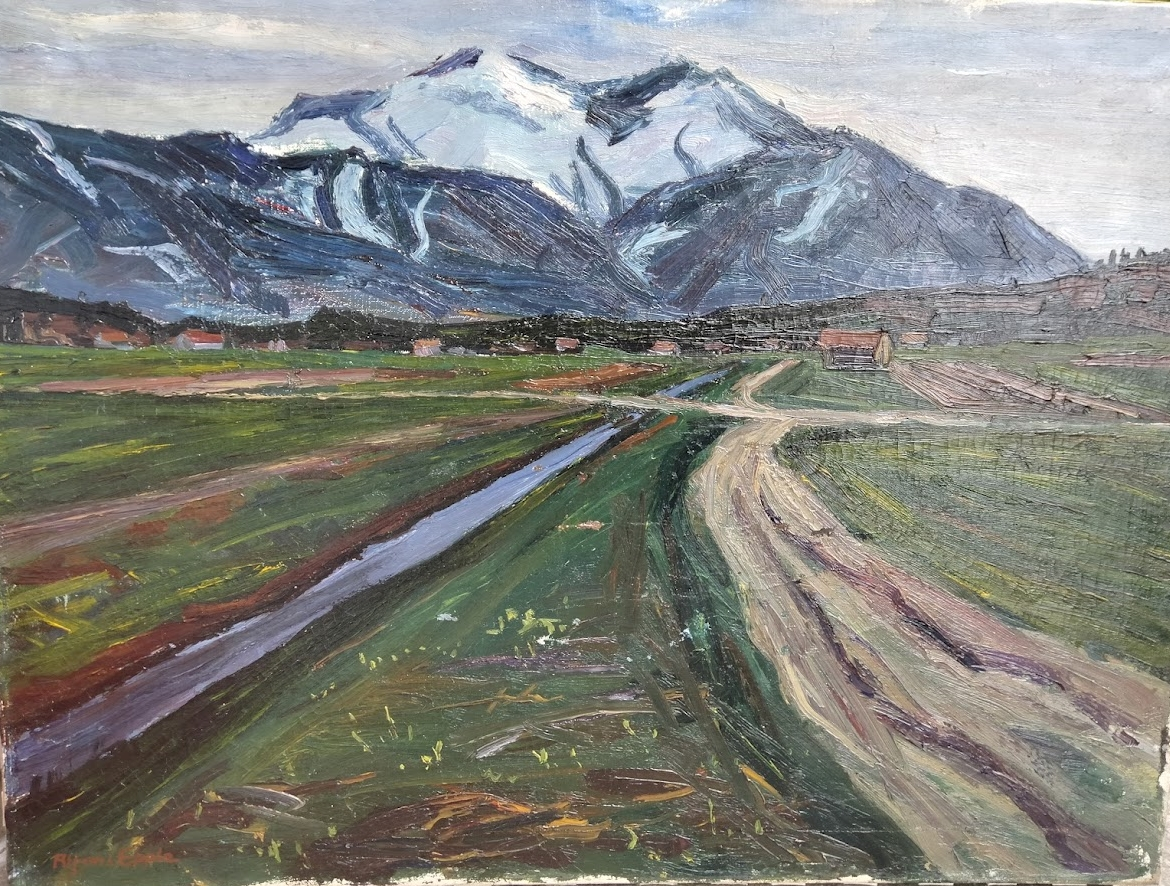
Alfons Epple, ca. 1946, Übersee mit Hochgern, Öl auf Leinwand

Trotz des guten Verhältnisses zu Casper konnte Epple dem „Bildersturm“ der Nationalsozialisten entgehen. Während der Machtübernahme der Nationalsozialisten herrschte rege Bautätigkeit und große Summen wurden in die künstlerische Ausstattung der Wehrmachtsbauten investiert. Von den Kenntnissen aus dem Stuttgarter Studium zur Freskotechnik profitierend, konnte Epple mit Günther Graßmann  circa 38 Aufträgen des Nazi-Regimes zur malerischen Ausgestaltung von Wehrmachtsgebäuden und Militärkasernen durchführen. Günther Graßmann beschäftigte mehrere Künstler, vor allem Künstler mit Malverbot, die hier zwar nahezu selbstständig arbeiten konnten, offiziell jedoch zu Hilfsarbeitern deklariert waren. Graßmann erklärt: „es wurden bei meinen zahlreichen Aufträgen von dieser Seite niemals heldische Symbole oder gar ein Hakenkreuz von mir verlangt…“. Dennoch ist klar, inwiefern die Arbeiten Propagandacharakter haben und politischen Zielen folgen.
Für Epple, den ausgesprochenen Pazifisten, war die Ausführung dieser Arbeiten keine politische Stellungnahme. Seine Einstellung zum Nationalsozialismus wurde in den acht Versuchen offenbar, der erneuten Einberufung zum Wehrdienst zu entgehen. Epple nahm die Ausstattungsaufträge an, um nicht erneut an die Front zu müssen. Im Jahre 1943 floh die Familie Epple vor den Luftangriffen aus München nach Piesenhausen im Chiemgau in der Nähe von Marquartstein.

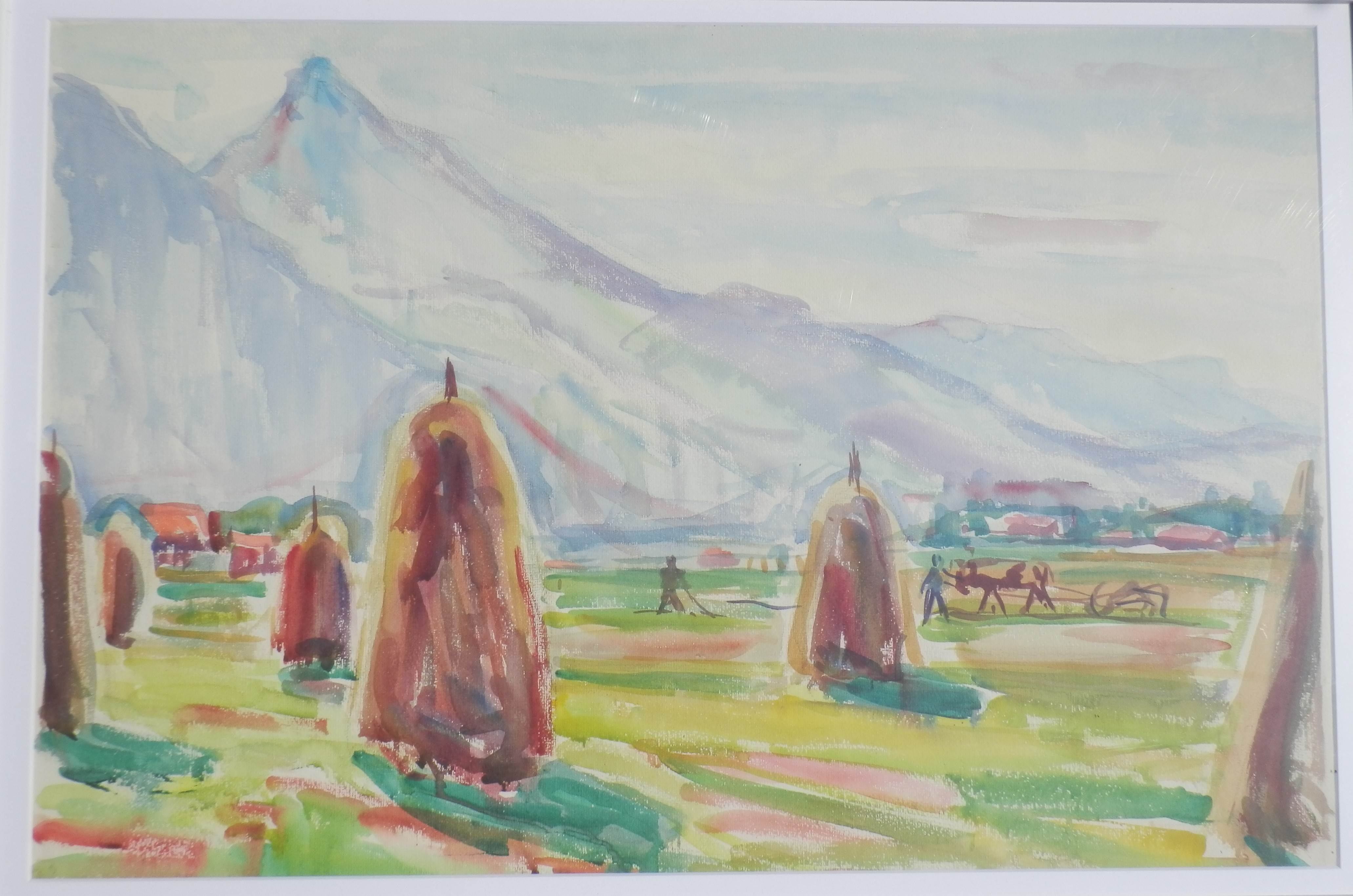
Aquarell: Heumandln im Achental

Außer Epple waren andere Künstler ebenfalls nach Piesenhausen geflohen oder lebten bereits seit längerer Zeit in der Umgebung. Befreundet war Epple mit Karl Meisenbach (in Staudach) und Arnold Balwé (in Übersee). Nach Kriegsende regte sich das Interesse an der Kunst schnell wieder. Für Epple bedeutete es einen erneuten Karriereschub. Er stellte in Galerien für zeitgenössische christliche Kunst sowie in München, Konstanz, Basel, Ludwigshafen und in Prien selbst aus. Doch seine Gesundheit verschlechterte sich. Am 4. Januar starb Alfons Epple an Herzversagen in Marquartstein.

## Werke

### Die Ausstattung der Fridinger St. Martinus-Kirche

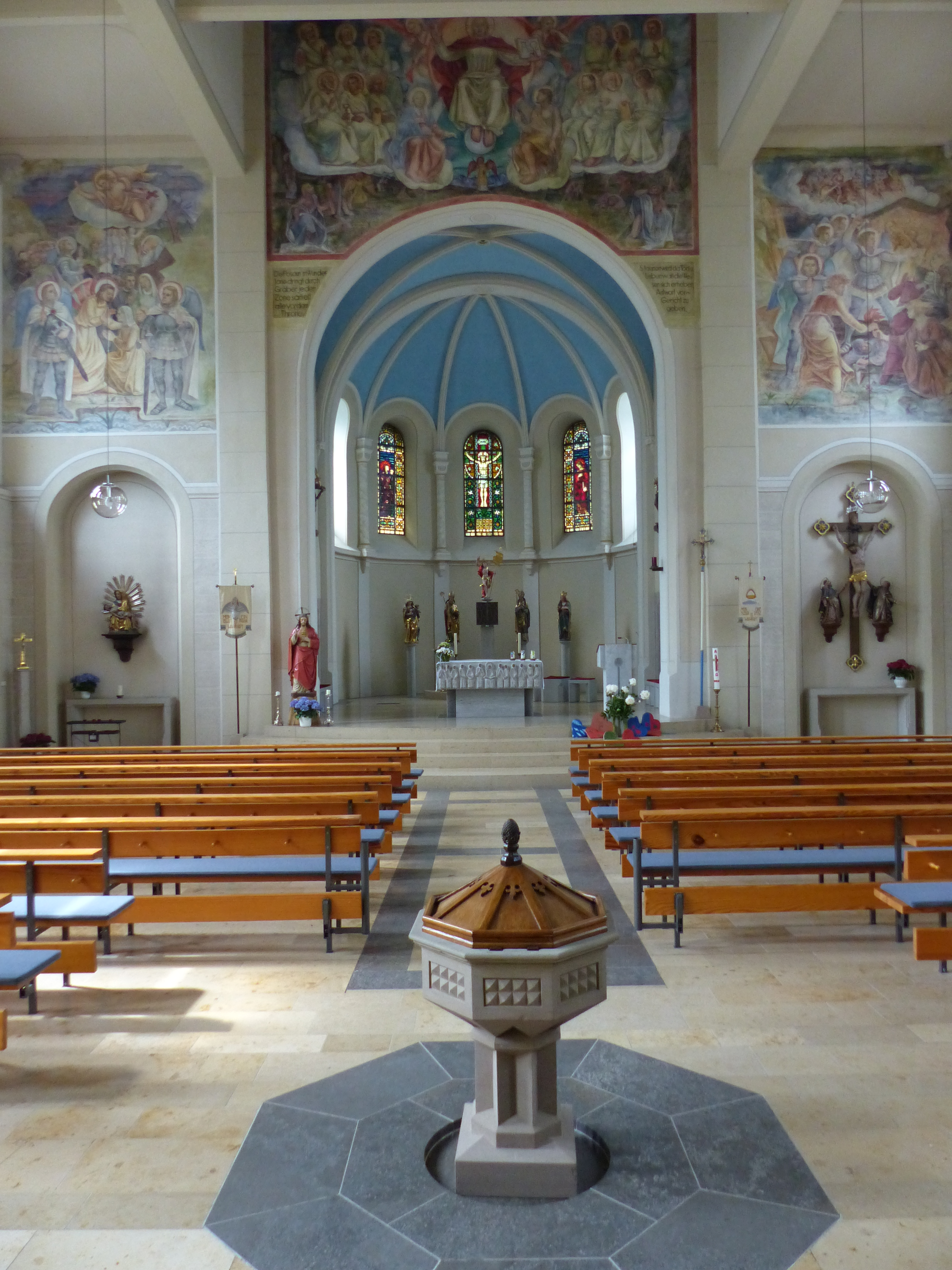
Fresko „Das Jüngste Gericht“ in Fridingen

Im Jahr 1933 erfuhr Epple bei einem Besuch in seiner Heimatstadt Fridingen, dass schon längst ein Auftrag zur malerischen Neugestaltung der Fridinger Pfarrkirche ausgeschrieben war, sich aber niemand aus der Gemeinde an Epple, ein Sohn der Stadt, in der Ausführung christlichen Sujets und in der Freskotechnik erprobt, gedacht hatte. Der Auftrag war vertraglich an den Maler August Blepp vergeben. Auch die Gemeinde bedauerte, Epple außer Acht gelassen zu haben, und versuchte die Ausführung durch Blepp zu verhindern. Als 1941 schließlich Blepp selbst von dem Vertrag zurücktrat, wurde Epple mit der Gestaltung der Kirche beauftragt.
Epples Entwurf zeigt ein dreiteiliges Wandbild. Thema ist das Jüngste Gericht. Das Wandfresko kann als Höhepunkt Epples künstlerischem Schaffen betrachtet werden. Das über Jahrzehnte dauernde Engagement, die Ausstattung der Kirche seines Heimatortes übernehmen zu dürfen, bezeugt, wie wichtig Epple der Erhalt des Auftrags gewesen sein muss. Epples Arbeit wurde durch Spenden der Gemeinde finanziert, alle Materialkosten und Auslagen wurden erstattet.  Die epplesche Ausstattung der Fridinger Kirche, die in den 1970er Jahren überstrichen worden war, ist heute wieder freigelegt.

### Landschaften und Porträts
Außer Bildern mit religiösen Motiven malte er Porträts von Freunden und Bekannten (wie zum Beispiel das Porträt seiner Frau Louise Woringer von 1937 oder das Porträt seines Freundes Will Mauthe von 1935) und Landschaftsbilder, die die Idylle der heimatlichen Natur zum Thema machen oder das Interesse Epples an bäuerlicher und volkstümlicher Lebensart widerspiegeln. Während seiner Naturstudien in Königseggwald bediente sich Epple einer lockeren, schnellen Pinselführung, um die ständig wechselndem Lichtsituation einzufangen. Seine Ölgemälde sind von pastosem Farbauftrag geprägt und gerade in den Landschaftsdarstellungen lassen sich die Einflüsse der Impressionisten ablesen. Vollkommen auf Konturierungen verzichtend, formierte Epple seine Kompositionen durch breite nebeneinander gesetzte Strichlinien. Die Farben mischte er nicht auf der Palette, sondern setzte sie direkt auf der Leinwand nebeneinander. So vermischen sich die Farben erst im Akt des Betrachtens und suggerieren die im ständigen Sonnenlicht changierenden Lichtreflexe der Oberflächen. Epple setzte sich auch mit dem Spannungsfeld zwischen der ‚Weite‘ der Landschaft und der ‚Flächigkeit‘ der Malerei auseinander. Gerade Arbeiten wie „Moorlandschaft“ (um 1929) oder „Gepflügte Äcker“ (um 1928) demonstrieren, wie durch den hoch angesetzten Horizont, im oberen Drittel der Leinwandfläche, die Tiefe der Landschaft auf die zweidimensionale Leinwand komprimiert wird. Die Komposition erscheint fast vollkommen flächig und nur aus geometrischen Farbflächen zusammengesetzt.

### Christliche Kunst

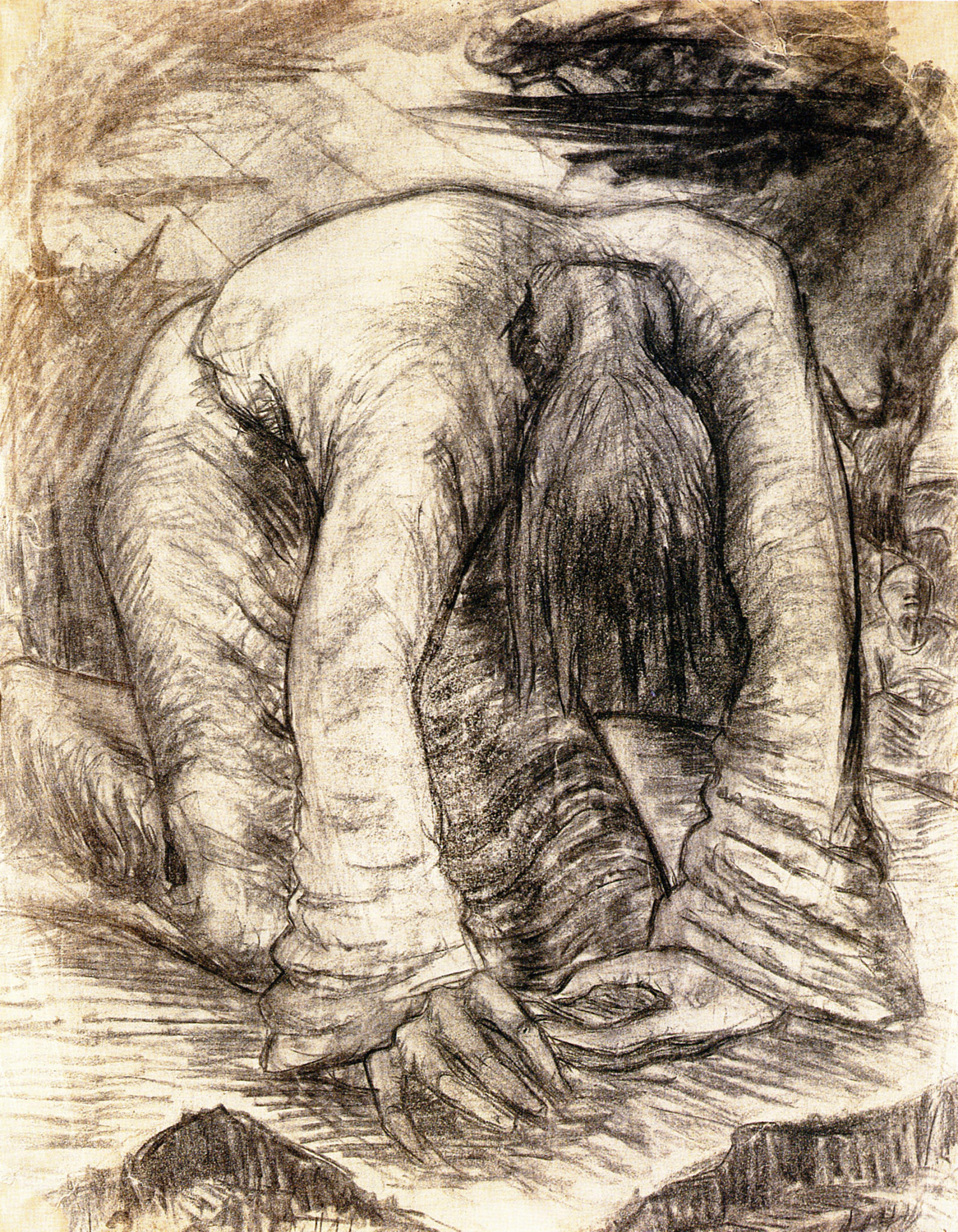
Jesus am Ölberg

Epples Passion war die Darstellung religiöser Sujets. Neben seinem Hauptwerk, der Ausstattung der Fridinger Dorfkirche waren es die Ausstellungen in Galerien für zeitgenössische, religiöse Kunst, die Epple als ernst zu nehmenden Künstler auf dem Markt auftreten lassen. Zwar bediente sich Epple auch schon innerhalb seiner Porträtmalerei einem expressiven Pinselduktus, doch entwickelte er für die religiösen Themen einen spezifischen, individuellen Stil: Der Mimik der meist leidenden Figuren verlieh er etwas Maskenhaftes – fast Karikatives – was vielleicht auch von seiner Arbeit als Lithograf von Illustrationen abgeleitet werden kann (vgl. „Kreuzweg I“, 14. Station, um 1923). Sich am Boden krümmend und von Schmerz und Leid zerrissen – überspitzt und höchst expressiv zeichnete Epple den Schmerzensmann immer wieder (vgl. „Jesus am Ölberg“, um 1924) – die Passion Christi wurde zu Epples beliebtesten religiösen Motiv. Gleich zweimal entwickelte er Kreuzweg-Zyklen, die beide ausgestellt wurden.

## Ausstellungen
- Der Fridinger Maler Alfons Epple (1899–1949). Ausstellung im Museum Oberes Donautal im Ifflinger Schloss, Fridingen an der Donau 2011.

Epple war seit 1929 an zahlreichen Gruppenausstellungen im süddeutschen Raum vertreten.
- 1929 Ausstellung christliche Kunst, Galerie für christliche Kunst, München
- 1935 Große Münchner Kunstausstellung, Neue Pinakothek, München
- 1936 50 Jahre Münchener Landschaftsmalerei, Neue Pinakothek, München
- 1936 Große Münchener Kunstausstellung, Neue Pinakothek, München
- 1937 Figur und Komposition im Bild und an der Wand, Neue Pinakothek, München
- 1939, 1940 Münchener Kunstausstellung, Maximilianeum
- 1946 u. 1947 Chiemgau-Kunstausstellung, Prien
- 1947 Zeitgenössische christliche Kunst, Deutsche Gesellschaft für christliche Kunst, München
- 1947 Ausstellung Münchener Künstlergenossenschaft, Städtische Galerie München
- 1947 „Bavarian Art of Today“, Kunsthalle Basel,
- 1948 Zeitgenössische christliche Kunst, im Kunstverein Konstanz, Deutsche Gesellschaft für christliche Kunst, München
- 1948 Kulturkreis Chiemgau, Kunstverein Ludwigshafen am Rhein
- 1948 Ausstellung Münchener Künstlergenossenschaft, Städtische Galerie München
- 1949 Ausstellungsbeteiligung im Kunstverein, München
- 1950 große Kunstausstellung München, Haus der Kunst, München
- 1952 Ausstellungsbeteiligung in Plettenberg
- 1961 „Kreuzweg und Auferstehung“, Deutsche Gesellschaft für christliche Kunst, München
- 1967 Murnauer Gedächtnisausstellung
- 1972 Ausstellung zur 600-Jahr-Feier der Stadt Fridingen an der Donau
- 1976 Galerie Hiendlmeier, Rosenheim